# Stade de Birni N’Konni
Stade de Birni N’Konni – wieloużytkowy stadion znajdujący się w mieście Birni N’Konni, w Nigrze. Na tym stadionie swoje mecze rozgrywają drużyny piłkarskie AS CBK i Gourama FC. Stadion może pomieścić 5000 widzów.